# Ален (Осталбкрајс)
Ален (њем. Aalen) град је у њемачкој савезној држави Баден-Виртемберг. Једно је од 42 општинска средишта округа Осталб. Према процјени из 2010. у граду је живјело 66.503 становника. Посједује регионалну шифру (AGS) 8136088, NUTS (DE11D) и LOCODE (DE AAL) код.

## Географски и демографски подаци
Ален се налази у савезној држави Баден-Виртемберг у округу Осталб. Град се налази на надморској висини од 430 метара. Површина општине износи 146,6 km².

## Становништво
У самом граду је, према процјени из 2010. године, живјело 66.503 становника. Просјечна густина становништва износи 454 становника/km².

## Међународна сарадња
| Мјесто     | Држава               | Врста сарадње | Од    |
| ---------- | -------------------- | ------------- | ----- |
| Крајстчерч | Уједињено Краљевство | партнерство   | 1981. |
| Сен Ло     | Француска            | партнерство   | 1978. |
| Червија    | Италија              | пријатељство  | 2009. |
| Антиохија  | Турска               | партнерство   | 1995. |
| Татабања   | Мађарска             | партнерство   | 1987. |
| Равена     | Италија              | контакт       | 1992. |
| Извор      |                      |               |       |